# Hesperídio

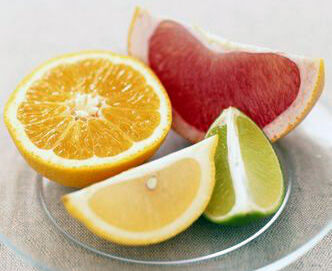
Diversos tipos de frutos de citrinos, os hesperídios mais comuns.

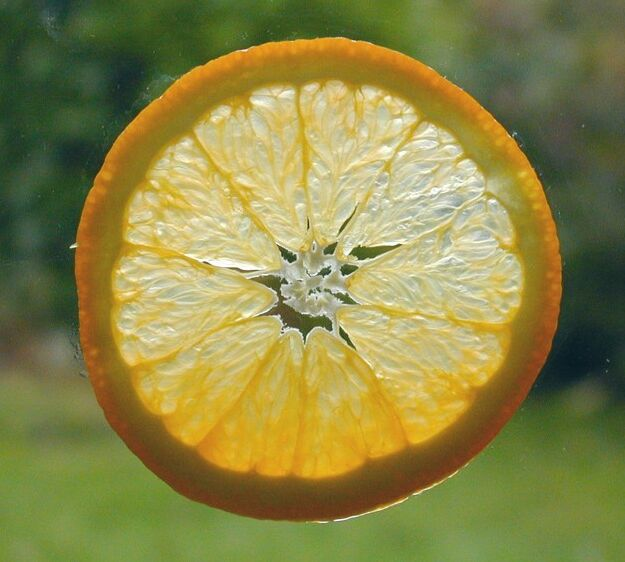
Laranja seccionada mostrando a estrutura interna de um hesperídio.

Hesperídio (do latim hesperidium) é o fruto das espécies cítricas da família Rutaceae. Trata-se de uma baga com muitas sementes, cujo endocarpo é dividido em câmaras.

## Descrição
Hesperídio é a designação dada em botânica a um tipo de baga modificada, mais frequente entre os citrinos. É um fruto carnoso, de casca mais ou menos endurecida, denominada pericarpo, constituída por epicarpo, mesocarpo e endocarpo, contendo matéria carnosa, geralmente rica em sumo, entre o endocarpo, ou parede interior do ovário, e as sementes. A parte carnuda não é constituída pelas paredes do ovário, mas por carpelos fechados e inchados entre essas paredes e as sementes. 
Em consequência da presença dessa camada carnuda no exterior das paredes do ovário, os hesperídios diferenciam-se das bagas, com as quais podem ser confundidos dada a semelhança morfológica, nas quais são o mesocarpo e o endocarpo as partes constituintes da matéria carnosa ou polpa.
Alguns exemplos de hesperídios são os frutos das Rutaceae mais comuns, como, por exemplo, o limão, a laranja e a tangerina.